# パトパルガンジ

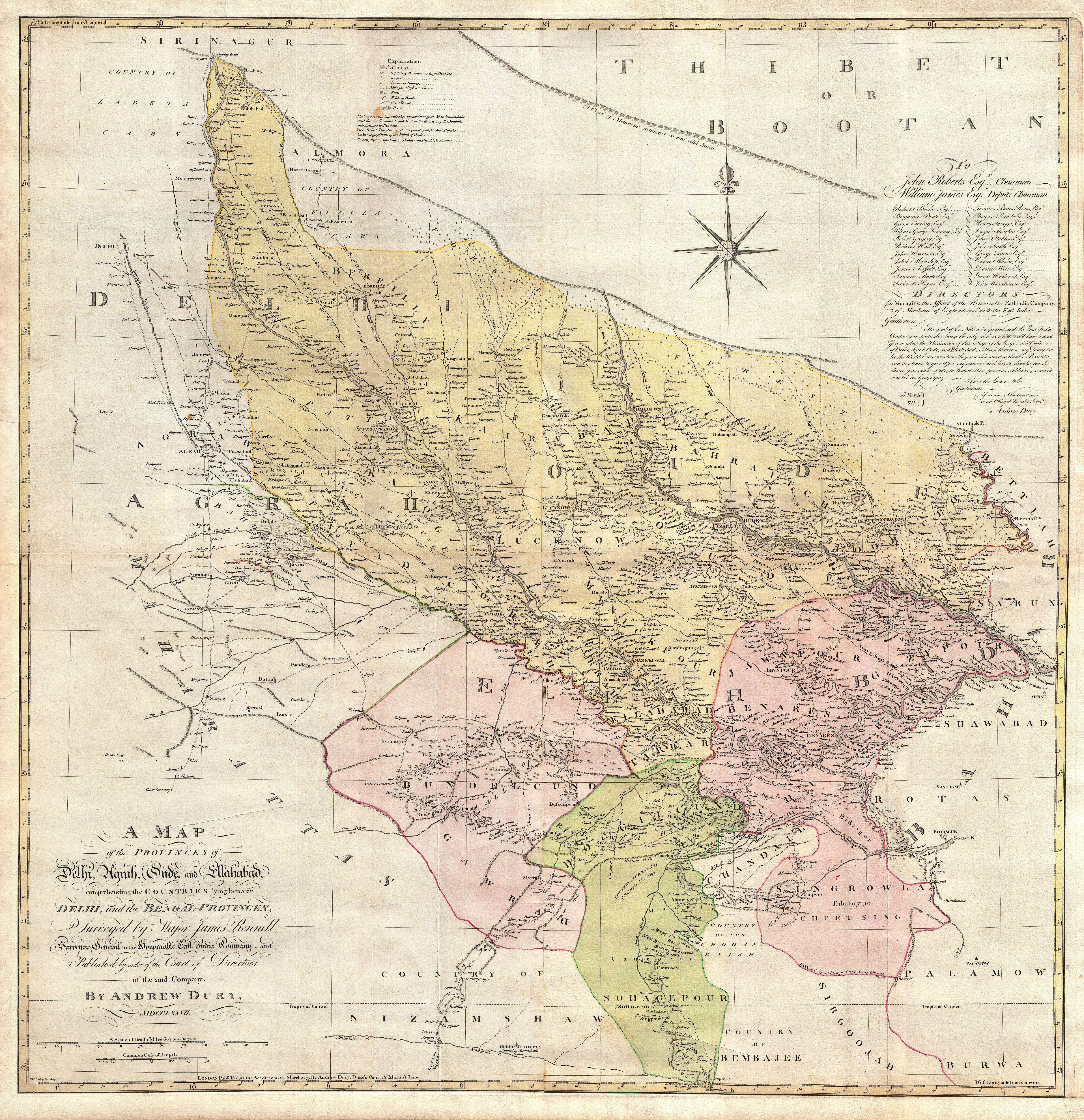
パトパルガンジの地図

パトパルガンジ（英語：Patparganj）は、インドのデリーにおける一区域。ヤムナー川沿いに存在する。

## 歴史
18世紀前半にはもともとデリーの商業区画であったが、同世紀後半のアフマド・シャーの治世に人口が増加した。
1803年、ジェラルド・レイク将軍率いるイギリス軍はここでマラーター軍（シンディア家）を破り、デリーを占領した（デリーの戦い）。